# フロン類
フロン類（フロンるい）は、炭素と水素の他、フッ素や塩素や臭素などハロゲンを多く含む化合物の総称。場合によって指す物質の範囲は異なる。
冷媒や溶剤として20世紀中盤に大量に使用されたが、オゾン層破壊の原因物質ならびに温室効果ガスであることが明らかとなり、今日ではモントリオール議定書をはじめ様々な国際協定・法律によって、先進国を中心に使用には大幅な制限がかけられている。
フロンという呼び方は、日本でつけられた俗称である。日本以外ではデュポン社の商品名である商標のフレオン (freon) で呼ばれることが多い。

## 分類
狭義の「フロン」は炭素・フッ素・塩素のみからなるクロロフルオロカーボン (CFC) を指すが、塩素を含まないフルオロカーボン (FC) や、水素を含むハイドロクロロフルオロカーボン (HCFC) およびハイドロフルオロカーボン (HFC)、臭素を含むハロンも含める場合がある。
モントリオール議定書に掲載された一連の物質を指して「フロン類」という言葉が使用される場合もある。具体的な物質についてはオゾン破壊係数を参照。
フロン類は ISO 817 で定められた冷媒番号が付されている。冷媒番号は一般に、Refrigerant（冷媒）の頭文字Rで始まり、Rの次に2から4桁の数字と英添え字で表される。冷媒の種類が具体的に知られている場合であればRの代わりに、その物質の名称を付してから冷媒番号を表記する。
たとえば、冷媒番号R12のジクロロジフルオロメタン CCl2F2 は CFC-12、冷媒番号R115のクロロペンタフルオロエタン C2F5Cl は CFC-115 となる。　
特定フロンとは、モントリオール議定書で特にオゾン層破壊に影響が強いとされたフロン類を指す。当初は CFC-11、CFC-12、CFC-113、CFC-114、CFC-115 の5種類であったが、1992年に15種類に増やされた。

## 歴史

### アメリカ
フロン類は、はじめ家庭用冷蔵庫の冷媒として開発が進められた。当時の冷蔵庫にはアンモニアが冷媒として使用されていたが、もっと扱いやすい代替品が求められていた。
1920年代、アメリカ合衆国の冷蔵庫メーカーフリッジデール社の親会社であったゼネラルモーターズ社 (GM) は、傘下のゼネラル・モーターズ・リサーチ・コーポレーションのチャールズ・ケタリングやトマス・ミジリーらに、アンモニアの代替となる化学物質の研究を命じた。
1928年、GM はフロン12の開発に成功し特許を取得。1930年から GM はデュポンと共同でキネティック・ケミカル・カンパニー (Kinetic Chemical Company) を設立し、「フレオン」という商標で生産を開始した。フロンは化学的、熱的に極めて安定であるため、開発当時は「夢の化学物質」としてもてはやされた。
1974年に科学雑誌『Nature』がフロンガスによるオゾン層破壊の可能性を報じ、社会問題となる。そこで、原因物質とされたフロン類の製造を行っていたOECD加盟24カ国により共同研究が進められた。一方で1976年、アメリカ合衆国はフロン類の使用規制について、経済に対する影響が大きいとして化学的調査が終わるまで行うべきではないとする姿勢を見せた。その後、フロン類の関与が決定的となったため、1985年にはオゾン層の保護のためのウィーン条約、1987年にはモントリオール議定書が採択され、製造及び輸入の禁止が決定された。これにより CFC の代わりとしてオゾン層を破壊しにくい HCFC や HFC が代替フロンとして利用され始めた。
1990年代には、CFC の他、代替フロンの HCFC や HFC も温室効果ガスとして問題になり、地球温暖化を悪化させないように、1997年の京都議定書により規制が行われつつある。なお、代替フロンによっては二酸化炭素の約14000倍の温室効果を持っているものもある。しかし、モントリオール議定書では開発途上国での使用はまだ認められており、問題となっている。
なお、臭素を含むものは『ハロン』と呼ばれ、消火剤として用いられているが、クロロフルオロカーボンよりもオゾン層破壊能力が強いため、こちらも現在では規制対象になっている。

### 日本
日本では大阪金属工業（現・ダイキン工業）が無毒で腐食性のない冷凍・冷房用冷媒として軍艦の火薬庫や潜水艦の居住区に使用するため1935年に「ダイフロン」の製品名で開発し、1942年より量産を行った。
ダイキン工業による開発以降、日本でも長らくこの種の冷媒を総称して「フレオン」と呼んでいたが、1959年（昭和34年）にデュポンから登録商標であると警告を受け、日本冷凍機製造協会はダイキン工業と協議した上で呼び名を「フロン」に改称、個別の冷媒番号もF12からR12のように読み変えるようになった。
日本における規制は、ウィーン条約やモントリオール議定書を受け1988年に特定物質の規制等によるオゾン層の保護に関する法律が制定され、1996年までにCFCを含む特定フロンが全廃されている。また、これまで使用されてきたフロン類の回収・破壊のためにフロン回収破壊法、家電リサイクル法、自動車リサイクル法などの法律が制定され、フロン類の含まれる製品の廃棄時における適正な回収および破壊処理の実施等が義務づけられている。

## 性質
フロン類の構造は多様であり、種類によって物理的性質は異なる。一般に無色・無臭で、熱的・化学的に安定。
大気中に放出された CFC は紫外線によって分解し、塩素ラジカルが発生する。塩素ラジカルはオゾンと反応し、酸素分子と一酸化塩素ラジカルになる。この時発生した一酸化塩素ラジカルは再度オゾンと反応し、塩素ラジカルへと戻る。このサイクルが繰り返されることによりオゾン層が破壊される。但し、理論上そうなるということであり、大気圏中における実際の作用は不明であり、オゾンホールとの因果関係は予測の域を越えていない。

### 毒性
最初に合成されたフロン12はフロン類の中では比較的毒性が低いが、中にはトリクロロエチレンやクロロホルムより毒性の強いものも存在する。大量に使用する環境では肝障害の発生報告例がある。

## 用途
冷媒、溶剤、発泡剤、消火剤、エアゾール噴霧剤などとして使用される。有機合成に使われる場合はハロゲン化アルキルまたはハロアルカンと呼ばれる。